# Guido I de la Roche
Guido I de la Roche foi Duque de Atenas. Esteve à frente dos destinos do ducado de 1225 até 1263. Foi antecedido por Otão de la Roche e Seguiu-se-lhe João I de la Roche.
Foi também o segundo senhor do Senhorio de Argos e Náuplia, estado cruzado, criado como feudo do Principado de Acaia.Foi antecedido por Otto de la Roche e seguido no governo do senhorio por João I de la Roche.